# Žan Košir
Žan Košir (ur. 11 kwietnia 1984 w Kranju) – słoweński snowboardzista, dwukrotny medalista olimpijski i wicemistrz świata.

## Kariera
Po raz pierwszy na arenie międzynarodowej pojawił się 17 grudnia 1999 roku w Berchtesgaden, gdzie w zawodach FIS Race zajął 56. miejsce w slalomie równoległym. W 2000 roku wystąpił na mistrzostwach świata juniorów w Berchtesgaden, zajmując 65. miejsce w gigancie i 72. miejsce w slalomie równoległym. Jeszcze trzykrotnie startował w zawodach tego cyklu, najlepszy wynik osiągając podczas mistrzostw świata juniorów w Klinovcu w 2004 roku, gdzie był czwarty medal w gigancie równoległym.
W zawodach Pucharu Świata zadebiutował 8 lutego 2003 roku w Mariborze, gdzie zajął 40. miejsce w gigancie równoległym. Pierwsze pucharowe punkty wywalczył 14 marca 2004 roku w Bardonecchii, zajmując w tej konkurencji 24. miejsce. Na podium zawodów tego cyklu po raz pierwszy stanął 21 grudnia 2008 roku w Arosie, kończąc rywalizację na trzeciej pozycji. W zawodach tych wyprzedzili go jedynie Austriak Siegfried Grabner i Roland Fischnaller z Włoch. Najlepsze wyniki w Pucharze Świata osiągnął w sezonie 2014/2015, kiedy to zwyciężył w klasyfikacji generalnej PAR, a w klasyfikacjach slalomu równoległego (PSL) i giganta równoległego (PGS) triumfował.
Największe sukcesy osiągnął w 2014 roku, kiedy podczas igrzysk olimpijskich w Soczi zdobył dwa medale. W slalomie równoległym zajął drugie miejsce, rozdzielił na podium reprezentującego Rosję Vika Wilda i Austriaka Benjamina Karla. W gigancie równoległym był trzeci, plasując się za Wildem i Nevinem Galmarinim ze Szwajcarii. Był też szósty w gigancie równoległym na igrzyskach w Vancouver w 2010 roku. W 2015 roku wywalczył srebrny medal w gigancie równoległym mistrzostwach świata w Kreischbergu, ustępując tylko z Fischnallerowi. Na rozgrywanych dwa lata wcześniej mistrzostwach świata w Stoneham był czwarty w gigancie, przegrywając walkę o medal z Vikiem Wildem. Zdobył też brązowy medal w PGS na igrzyskach olimpijskich w Pjongczangu, plasując się za Galmarinim i Koreańczykiem Lee Sang-ho.

## Osiągnięcia

### Igrzyska olimpijskie
| Miejsce | Dzień     | Rok  | Miejscowość | Konkurencja       | Zwycięzca          |
| ------- | --------- | ---- | ----------- | ----------------- | ------------------ |
| 6.      | 27 lutego | 2010 | Vancouver   | Gigant równoległy | Jasey-Jay Anderson |
| 3.      | 19 lutego | 2014 | Soczi       | Gigant równoległy | Vic Wild           |
| 2.      | 22 lutego | 2014 | Soczi       | Slalom równoległy | Vic Wild           |
| 3.      | 24 lutego | 2018 | Pjongczang  | Gigant równoległy | Nevin Galmarini    |

### Mistrzostwa świata
| Miejsce | Dzień       | Rok  | Miejscowość | Konkurencja       | Zwycięzca          |
| ------- | ----------- | ---- | ----------- | ----------------- | ------------------ |
| DNF     | 18 stycznia | 2005 | Whistler    | Gigant równoległy | Jasey-Jay Anderson |
| 9.      | 20 stycznia | 2009 | Gangwon     | Gigant równoległy | Jasey-Jay Anderson |
| 13.     | 21 stycznia | 2009 | Gangwon     | Slalom równoległy | Benjamin Karl      |
| 6.      | 19 stycznia | 2011 | La Molina   | Gigant równoległy | Benjamin Karl      |
| 10.     | 22 stycznia | 2011 | La Molina   | Slalom równoległy | Benjamin Karl      |
| 4.      | 25 stycznia | 2013 | Stoneham    | Gigant równoległy | Benjamin Karl      |
| 31.     | 27 stycznia | 2013 | Stoneham    | Slalom równoległy | Rok Marguč         |
| 2.      | 22 stycznia | 2015 | Kreischberg | Slalom równoległy | Roland Fischnaller |
| 5.      | 23 stycznia | 2015 | Kreischberg | Gigant równoległy | Andriej Sobolew    |
| 5.      | 4 lutego    | 2019 | Park City   | Gigant równoległy | Dmitrij Łoginow    |
| 10.     | 5 lutego    | 2019 | Park City   | Slalom równoległy | Dmitrij Łoginow    |
| 21.     | 1 marca     | 2021 | Rogla       | Gigant równoległy | Dmitrij Łoginow    |
| 19.     | 2 marca     | 2021 | Rogla       | Slalom równoległy | Benjamin Karl      |

### Puchar Świata

#### Miejsca w klasyfikacji generalnej
- sezon 2003/2004: -
- sezon 2004/2005: -
- sezon 2005/2006: 316.
- sezon 2006/2007: 89.
- sezon 2007/2008: 27.
- sezon 2008/2009: 31.
- sezon 2009/2010: 104.
- sezon 2010/2011: 18.
- sezon 2011/2012: 11.
- sezon 2012/2013: 3.
- sezon 2013/2014: 3.
- sezon 2014/2015: 1.
- sezon 2016/2017: 32.
- sezon 2017/2018: 29.
- sezon 2018/2019: 10.
- sezon 2019/2020: 26.
- sezon 2020/2021: 4.

#### Zwycięstwa w zawodach
1. Bad Gastein – 12 stycznia 2013 (slalom równoległy)
2. Bad Gastein – 9 stycznia 2015 (slalom równoległy)
3. Asahikawa – 28 lutego 2015 (gigant równoległy)
4. Asahikawa – 1 marca 2015 (slalom równoległy)
5. Pjongczang – 16 lutego 2019 (gigant równoległy)
6. Rogla – 6 marca 2021 (gigant równoległy)

#### Pozostałe miejsca na podium w zawodach
1. Arosa – 21 grudnia 2008 (slalom równoległy) – 3. miejsce
2. Kreischberg – 7 stycznia 2009 (slalom równoległy) – 3. miejsce
3. Bad Gastein – 11 stycznia 2013 (slalom równoległy) – 3. miejsce
4. Rogla – 8 lutego 2013 (gigant równoległy) – 2. miejsce
5. Carezza – 13 grudnia 2013 (gigant równoległy) – 2. miejsce
6. Bad Gastein – 12 stycznia 2014 (slalom równoległy) – 2. miejsce
7. Rogla – 18 stycznia 2014 (gigant równoległy) – 2. miejsce
8. Carezza – 16 grudnia 2014 (gigant równoległy) – 2. miejsce
9. Montafon – 18 grudnia 2014 (slalom równoległy) – 2. miejsce
10. Rogla – 31 stycznia 2015 (gigant równoległy) – 3. miejsce
11. Sudelfeld – 7 lutego 2015 (gigant równoległy) – 3. miejsce
12. Rogla – 28 stycznia 2017 (gigant równoległy) – 3. miejsce
13. Winterberg – 23 marca 2019 (slalom równoległy) – 3. miejsce
14. Carezza – 17 grudnia 2020 (gigant równoległy) – 3. miejsce
15. Moskwa – 30 stycznia 2021 (slalom równoległy) – 2. miejsce

- W sumie (6 zwycięstw, 7 drugich i 8 trzecich miejsc).